# براملی، برام، کنتاکی
براملی، برام (به انگلیسی: Bromley) شهری در ایالت کنتاکی کشور ایالات متحده آمریکا است که جمعیت آن در سرشماری سال ۲۰۱۰ میلادی، ۷۶۳ نفر بوده‌است.